# دروبلین (استان اشوی‌داشکسیه)
دروبلین (به لهستانی: Droblin) یک منطقهٔ مسکونی در لهستان است که در گمینا ووجسواو واقع شده‌است.